# ДСТУ 4145-2002
ДСТУ 4145-2002 (полное название: «ДСТУ 4145-2002. Информационные технологии. Криптографическая защита информации. Цифровая подпись, основанная на эллиптических кривых. Формирование и проверка») — украинский стандарт, описывающий алгоритмы формирования и проверки электронной цифровой подписи, основанные на свойствах групп точек эллиптических кривых над полями {\displaystyle GF(2^{m})}и правилах применения этих правил к сообщениям, которые пересылаются по каналами связи и/или обрабатываются в компьютеризованных системах общего назначения. 
Принят и введён в действие приказом государственного комитета Украины по вопросам технического регулирования и потребительской политики от 28 декабря 2002 года № 31. Текст стандарта есть в открытом доступе.
В стандарте по умолчанию используется хеш-функция ГОСТ 34.311-95, и генератор случайных последовательностей с использованием алгоритма ДСТУ ГОСТ 28147:2009.
Согласно приказу Минцифры Украины от 30 сентября 2020 года № 140/614, с 1 января 2021 года стандарт должен использоваться совместно с ДСТУ 7564:2014 (хеш-функция «Купина»), но использование стандарта совместно с ГОСТ 34.311-95 разрешено до 1 января 2022 года.

## Основной алгоритм
Основными процедурами алгоритма цифровой подписи, установленными ДСТУ 4145-2002 являются вычисление предподписи, вычисление подписи, и проверка цифровой подписи.

### Общие параметры цифровой подписи
- степень расширения {\displaystyle m} - простое число (параметр поля {\displaystyle GF(2^{m})})
- неприводимый полином {\displaystyle f(t)} степени {\displaystyle m}, определяющий операции в {\displaystyle GF(2^{m})}
- коэффициенты эллиптической кривой вида {\displaystyle y^{2}+xy=x^{3}+Ax^{2}+B}, где {\displaystyle A,B\in GF(2^{m}),B\neq 0,A\in \{0,1\}}. Рекомендованные для использования эллиптические кривые для полиномиального базиса и оптимального нормального базиса указаны в Приложении к стандарту[1]
- базовая точка эллиптической кривой {\displaystyle P}, порождающая подгруппу {\displaystyle E_{n}} группы {\displaystyle E}
- порядок {\displaystyle n} базовой точки {\displaystyle P} (простое число)
- длина представления числа {\displaystyle n} в двоичном виде {\displaystyle L(n)}
- идентификатор используемой хеш-функции {\displaystyle iH}
- длина цифровой подписи {\displaystyle L_{D}}

#### Дополнительные условия на параметры
- порядок циклической подгруппы {\displaystyle n} должен удовлетворять условию {\displaystyle n\geq \max(2^{160},4[{\sqrt {2^{m}}}]+1)}
- должно выполняться MOV условие (условие Менезеса-Окамото-Венстоуна): {\displaystyle 2^{mk}\neq 1(modn)} для {\displaystyle k=1,2,...,32}

### Формирование цифровой подписи
Цифровая подпись вычисляется на основе сообщения и предподписи.

#### Входные данные
- общие параметры цифровой подписи
- личный ключ цифровой подписи {\displaystyle d}
- сообщение {\displaystyle T} длины {\displaystyle L_{T}>0}
- хеш-функция {\displaystyle H(T)} с длиной хеш-кода {\displaystyle L_{H}} и идентификатором {\displaystyle iH}
- длина цифровой подписи {\displaystyle L_{D}}, которая выбирается для группы пользователей: {\displaystyle L_{D}\geq 2L(n),L_{D}\equiv 0\ (mod\ \ 16)}

#### Вычисление цифровой предподписи
Вычисление предподписи состоит в выборе первой координаты секретной, случайно выбранной точки из орбиты точки {\displaystyle P}. После использования цифровой предподписи её сразу уничтожают вместе с соответствующим рандомизатором. 

##### Входные данные
- общие параметры цифровой подписи

##### Алгоритм вычисления предподписи
1. выбор рандомизатора {\displaystyle e} на основе криптографического генератора псевдослучайных чисел
2. вычисление точки эллиптической кривой {\displaystyle R=eP=(x_{R},y_{R})}
3. проверка значения координаты {\displaystyle x_{R}} ( если {\displaystyle x_{R}=0}, то повторить процедуру выбора рандомизатора)
4. иначе принять {\displaystyle F_{R}=x_{R}}. (иное обозначение: {\displaystyle F_{e}=\pi (R)})

##### Результат
- цифровая предподпись {\displaystyle F_{e}\in GF(2^{n})}

#### Алгоритм вычисления подписи
1. проверка корректности общих параметров, ключей, и выполнения условий и ограничений относительно значений промежуточных величин в соответствии с определенными стандартом процедурами
2. вычисление хеш-кода {\displaystyle H(T)} на основе сообщения {\displaystyle T}
3. получение элемента основного поля {\displaystyle h} из хеш-кода {\displaystyle H(T)} по установленной стандартом процедуре. Если при этом получается {\displaystyle h=0}, то принимают {\displaystyle h=1}
4. выбор рандомизатора {\displaystyle e}
5. вычисление цифровой предподписи {\displaystyle F_{e}}
6. вычисление элемента основного поля {\displaystyle y=hF_{e}} (произведение является элементом {\displaystyle GF(2^{m})}) (фактически, {\displaystyle r=y=h\pi (R)})
7. получение целого числа {\displaystyle r} из элемента основного поля {\displaystyle y} по установленной стандартом процедуре (в случае {\displaystyle r=0} выбирается новый рандомизатор)
8. вычисление целого числа {\displaystyle s=(e+dr)\ mod\ n} (если {\displaystyle s=0}, выбирается новый рандомизатор)
9. на основе пары целых чисел {\displaystyle (r,s)} записывается цифровая подпись {\displaystyle D} как двоичный ряд длины {\displaystyle L_{D}}: в младших разрядах левой половины битов размещается значение {\displaystyle s}, в младших разрядах правой половины битов размещается значение {\displaystyle r}, оставшиеся разряды заполняются нулями

#### Результат
- подписанное сообщение в виде ({\displaystyle iH}, {\displaystyle T}, {\displaystyle D}), где {\displaystyle D} - цифровая подпись

### Проверка цифровой подписи

#### Входные данные
- общие параметры цифровой подписи
- открытый ключ цифровой подписи {\displaystyle Q}, {\displaystyle Q=-dP}
- подписанное сообщение ({\displaystyle iH}, {\displaystyle T}, {\displaystyle D}) длины {\displaystyle L=L(iH)+L_{T}+L_{D}}
- хеш-функция {\displaystyle H(T)}

#### Алгоритм вычисления подписи
1. проверка корректности общих параметров, ключей, и выполнения условий и ограничений относительно значений промежуточных величин в соответствии с определенными стандартом процедурами
2. проверка идентификатора хеш-функции {\displaystyle iH}: если данный идентификатор не используется в заданной группе пользователей, то принимается решение "подпись недействительна" и проверка завершается
3. на основании {\displaystyle iH} определяется длина хеш-кода {\displaystyle L_{H}}
4. проверка условий {\displaystyle L_{D}\geq 2L(n),L_{D}\equiv 0\ (mod\ \ 16)}. Если хотя бы одно из них не выполняется, то принимается решение "подпись недействительна" и проверка завершается
5. проверка наличия текста сообщения и его длины {\displaystyle L_{T}=L-L(iH)-L_{D}}. В случае отсутствия текста либо при {\displaystyle L_{T}\leq 0} принимается решение "подпись недействительна" и проверка завершается
6. вычисление хеш-кода {\displaystyle H(T)} на основе сообщения {\displaystyle T}
7. получение элемента основного поля {\displaystyle h} из хеш-кода {\displaystyle H(T)} по установленной стандартом процедуре. Если при этом получается {\displaystyle h=0}, то принимают {\displaystyle h=1}
8. выделение пары чисел {\displaystyle (r,s)} из двоичной записи цифровой подписи {\displaystyle D}
9. проверка условий {\displaystyle 0<r<n} и {\displaystyle 0<s<n}. Если хотя бы одно из них не выполняется, то принимается решение "подпись недействительна" и проверка завершается
10. вычисление точки эллиптической кривой {\displaystyle R=sP+rQ,R=(x_{R},y_{R})}
11. вычисление элемента основного поля {\displaystyle y=hx_{R}}
12. получение целого числа {\displaystyle {\tilde {r}}} из элемента основного поля {\displaystyle y} по установленной стандартом процедуре
13. если {\displaystyle r={\tilde {r}}}, то принимается решение "подпись действительна", иначе - "подпись недействительна"

#### Результат
- принятое решение: "подпись действительна" либо "подпись недействительна"

## Криптостойкость
Криптостойкость цифровой подписи основывается на сложности дискретного логарифмирования {\displaystyle R=eP,Q=-dP} в циклической подгруппе группы точек эллиптической кривой.

## Используемые вспомогательные алгоритмы

### Получение целого числа из элемента основного поля

#### Входные данные
- элемент основного поля {\displaystyle x\in GF(2^{m}),x=(x_{m-1},...,x_{0})}
- порядок базовой точки эллиптической кривой {\displaystyle n}

#### Результат
- целое число {\displaystyle a=(a_{L-1},...,a_{0})}, удовлетворяющее условию {\displaystyle L=L(a)<L(n)}

#### Алгоритм вычисления
1. если элемент {\displaystyle x} основного поля равен 0, то {\displaystyle a\leftarrow 0\ \ \ L=L(a)\leftarrow 1}, конец алгоритма
2. нахождение целого числа {\displaystyle k=L(n)-1}
3. принимается {\displaystyle a_{i}=x_{i}\ \ i=0,...k-1} и находится {\displaystyle j}, соответствующий наибольшему индексу {\displaystyle i}, при котором {\displaystyle a_{i}=1}. Если такого индекса нет, принимают {\displaystyle a\leftarrow 0} и заканчивают выполнение алгоритма
4. двоичный ряд {\displaystyle (a_{j},...,a_{0})} длины {\displaystyle L=L(a)=j+1} является двоичным представлением выходного числа алгоритма